# 2-モルホリノエタノール
2-モルホリノエタノール（英語、2-Morpholinoethanol）とは、2-モルホリノ-4-イルエタノール（2-morpholin-4-ylethanol）のことであり、片仮名表記では2-モルフォリノエタノールなどと書かれる場合もある。CAS登録番号は、622-40-2。

## 構造

2-モルホリノエタノールの線角構造式。

2-モルホリノエタノールの分子式はC6H13NO2であり

、モル質量は131.175 (g/mol)である

。
エタノールの2位の炭素（水酸基が付いていない方の炭素）に直結している水素のうちの1つが、1つだけモルホリノ基（モルホリンの第2級アミンの部分の水素が外れた状態の置換基）に置換された構造をしている。したがって、2-モルホリノエタノールは第3級アミンである。

## 利用
2-モルホリノエタノールは、その名の通り第1級アルコールでもある。よって、この分子の持つ水酸基に、何らかのカルボン酸を脱水縮合させることでエステルを作ることができる。そのような化合物の例として、免疫抑制剤の1種であるミコフェノール酸モフェチルが知られる。免疫抑制作用を示すのはミコフェノール酸の部分であるものの、ミコフェノール酸をそのまま経口投与してもバイオアベイラビリティが低いので、これを改善するために、ミコフェノール酸が持つカルボキシ基とのエステルの形にしてプロドラッグ化したものが、ミコフェノール酸モフェチルである

。